# Hongkongský dolar
Hongkongský dolar je oficiální platidlo čínské zvláštní správní oblasti Hongkongu, který se rozkládá při ústí Perlové řeky do Jihočínského moře. Zároveň se běžně používá i v Macau souběžně s tamní patacou, která je na něj pevně navázaná. Jeho mezinárodní ISO 4217 kód je HKD, jeden dolar sestává ze 100 centů. Patří mezi desítku nejčastěji obchodovaných měn na světových trzích. Hongkongský dolar je navázán na americký dolar (USD), směnný kurz se smí pohybovat pouze v pevně daném rozmezí 1 USD = 7,75 - 7,85 HKD.

## Bankovky a mince
Bankovky hongkongské měny jsou vydávány v nominálních hodnotách 20, 50, 100, 500 a 1000 dolarů. Emisi bankovek dolaru zajišťují 3 různé privátní banky – The Hongkong and Shanghai Banking Corporation Limited, Bank of China (Hong Kong) Limited a Standard Chartered Bank (Hong Kong) Limited – v oběhu se tedy vyskytují bankovky s různými vyobrazenými motivy jak na reversní, tak aversní straně. Mince jsou raženy v hodnotách 10¢, 20¢, 50¢, $1, $2, $5, $10.